# Casa de Verí
La casa de Verí fou una casa nobiliària del Regne de Mallorca arribada el segle xiii que formava part de les Nou Cases. Desaparegué el segle xix, a la mort de Bàrbara de Verí i Fortuny, i actualment la casa roman extingida i integrada en la casa de Cotoner. Les seves possessions han deixat petja en la toponímia mallorquina al llarg de la història, principalment a Llucmajor (Son Verí d'Amunt i Son Verí de Baix, a més de les urbanitzacions de Son Verí Vell i Son Verí Nou), Marratxí i Valldemossa. A més, les dues branques principals dels Verí tengueren la casa pairal al mateix carrer de Palma, per aquest motiu encara ara conegut com a carrer de Can Verí o carrer dels Verins.

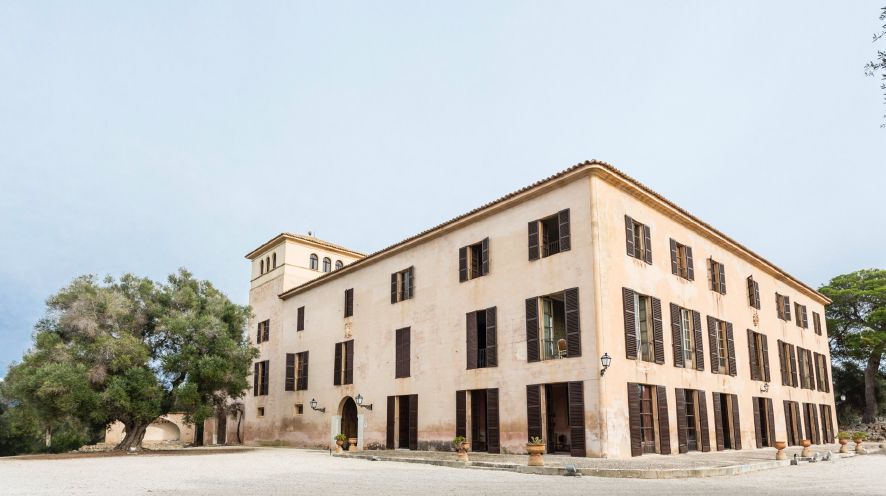
Son Verí de Marratxí

L'origen del llinatge dels Verí és desconegut, però sembla que no participaren en la Conquesta i arribaren en temps de Jaume II. Joan fou ardiaca de la Seu de Mallorca; cert Bernat, síndic de Jaume II en la infeudació de Pere el Gran; i Gonçal, síndic de la Universitat de Manacor en temps d'Alfons el Franc. Participaren en la Conquesta de Menorca (1287) i passaren en aquella illa. El segle xv, Joan de Verí, menorquí de naixement, s'establí a Mallorca i començà la línia mallorquina dels Verí. El segle xvi s'extingiren totes les branques llevat de la de Tomàs de Verí i Esperandeu Despuig, jurat en cap el 1596 i declarat noble de Mallorca per Felip III el 1601. El segle xviii era una de les famílies més poderoses de l'illa, les quals, després de la Guerra de Successió, segellaren una aliança integrada per nou famílies (d'aquí el nom de les Nou Cases) entre les quals els Verí.
Tomàs de Verí i Togores, destacat en la Guerra del Francès, fou el patriarca de la família a final d'aquest segle i començament del xix. A la seva mort el 1827 el succeí el seu fill Pere de Verí i Sales, qui fou succeït per la seva única filla Bàrbara de Verí i Fortuny, i amb ella acabà el llinatge dels Verí. Es casà amb Nicolau Cotoner i Allendesalazar, marquès de la Sènia i marquès d'Ariany, i els seus dos fills Pere i Josep Ferran Cotoner i de Verí heretaren els béns de la Casa de Verí.

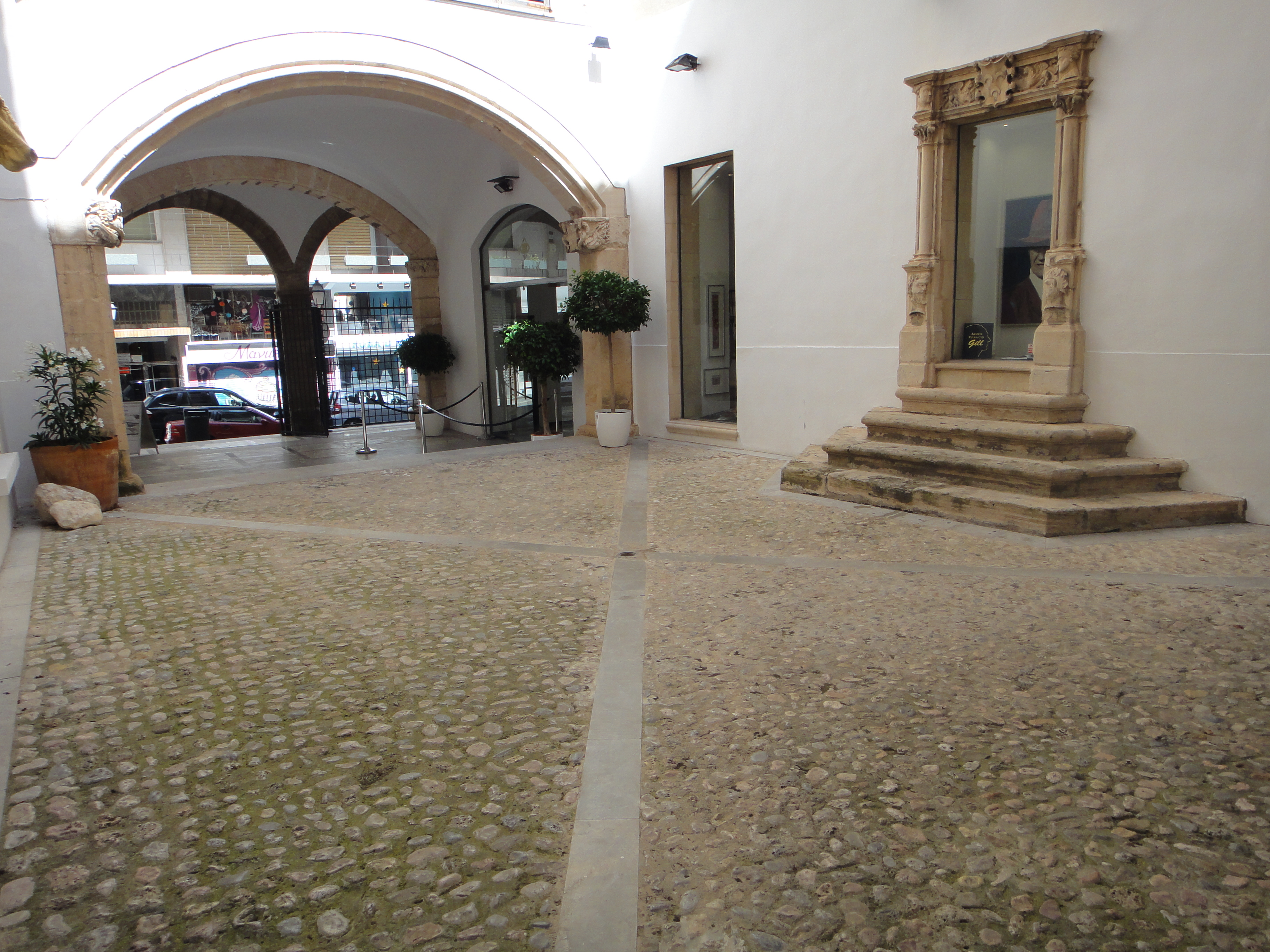
Entrada a Can Veri

Pel que fa als dos casals de Palma, el primer i principal és d'origen medieval i reformat el segle xvi a partir de dues cases contigües, una de Nicolau de Pacs i l'altra del notari Agustí Seguí; el 1951 fou declarat monument historicoartístic, però els anys seixanta fou enderrocat com a resultat de la reforma de la zona projectada per Gabriel Alomar i Villalonga. Se'n salvaren certs elements, que foren incorporats en el nou edifici, principalment l'estructura i la decoració renaixentista del pati i la galeria interior, del segle xix i que actualment fa façana al carrer de Tous i Maroto. Un enteixinat mudèjar fou venut pels Cotoner, propietaris de l'edifici, i anys més tard comprat pel Govern Balear, el 1997, a una subhasta a Londres; mentre esperava per ser restaurat, però, fou destruït el 2007 per un incendi a la nau industrial que el custodiava.

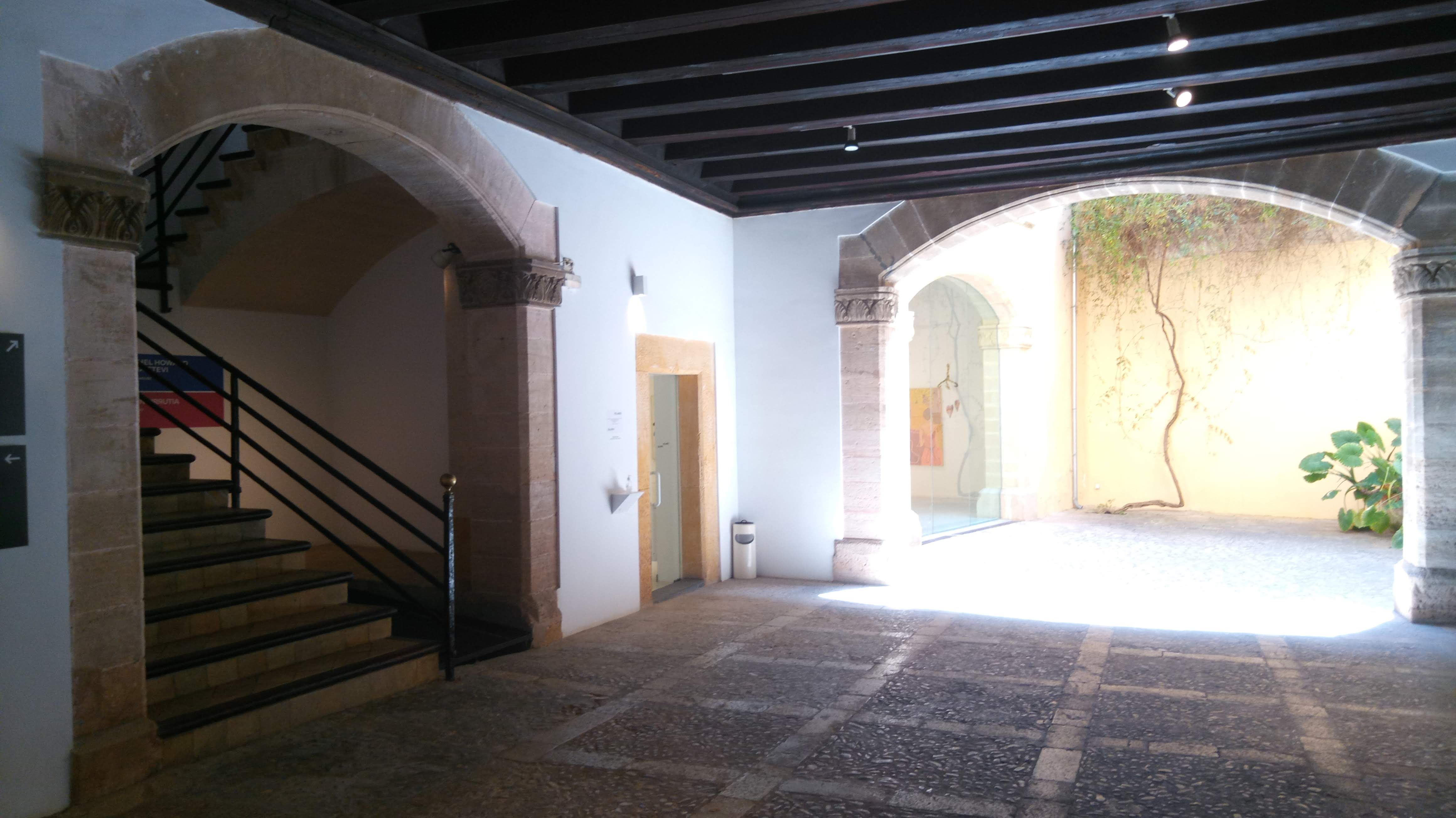
Entrada a Can Sureda d'Artà

El segon en 1806 fou venut als Sureda d'Artà, i posteriorment fou l'escola de les Trinitàries. L'arquitecte Guillem Forteza Pinya la reformà els anys trenta, i actualment és un centre d'art contemporani.
Els Verí destacaren en el conreu del dret i les lletres: Bartomeu Verí i Serra i Ramon Verí i Moià, doctors en dret, i Gaspar de Verí i Desbac, Tomàs de Verí i Rossinyol, i Antoni de Verí i Dameto, poetes. També contribuïren en nombroses empreses bèl·liques al servei dels monarques: a Joan II durant la Guerra Civil Catalana i a Felip IV durant la Guerra dels Segadors. Nombrosos membres de la família ostentaren càrrecs polítics i militars d'importància i pertangueren als ordes militars de Sant Joan, Alcàntara i Calatrava.